# Pesto

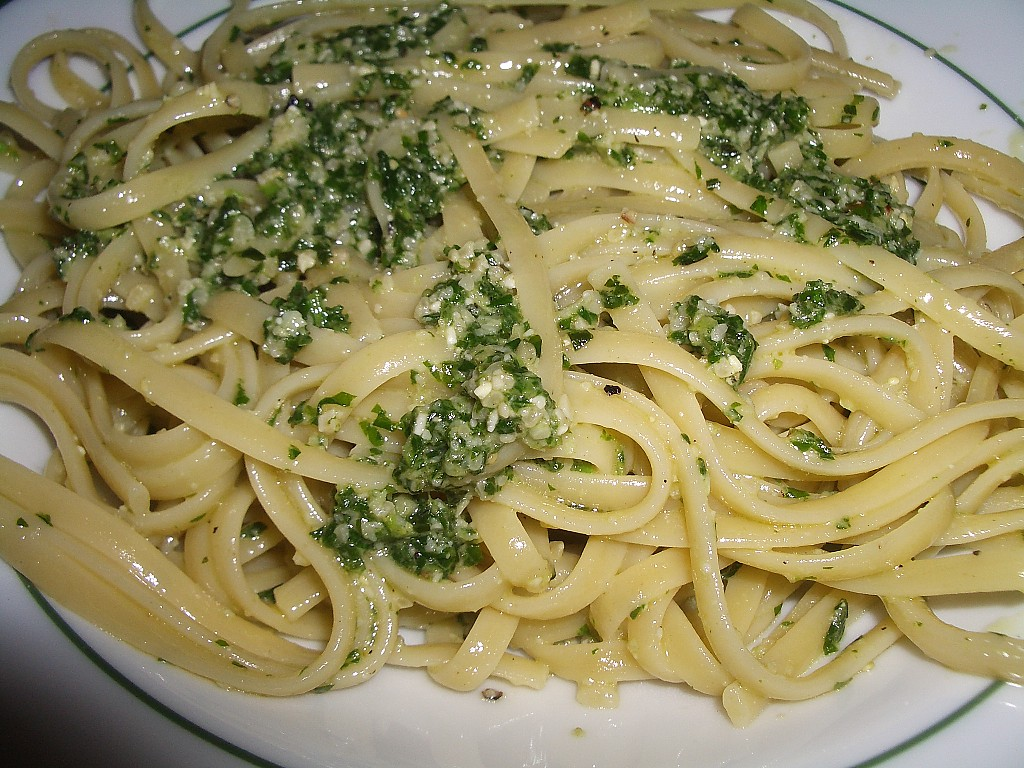
Fettuccine al pesto

Pesto é um molho italiano, originário de Gênova, na Ligúria, norte da Itália. É composto tradicionalmente de folhas de manjericão moídas com pinhões (pinoli) de Pinus pinea, alho e sal, queijo parmesão ou pecorino ralados e no fim misturados com azeite extra virgem e temperado com pimenta-preta.  
A “receita oficial” do “pesto alla genovese” é mais restrita, mas apenas no que diz respeito à qualidade e origem dos ingredientes e à forma de o preparar: o basílico deve ser da Riviera Ligure e muito fresco, utilizando-se apenas as folhas mais novas; o azeite deve ser extra virgem, de preferência também daquela região; já o queijo pode ser, de preferência, o “Parmigiano-Regiano”, mas pode também usar-se um pecorino ou mesmo um queijo fresco de cabra; os pinhões podem ser substituídos por nozes ou avelãs. O mais importante é que os ingredientes devem ser moídos num almofariz de mármore com a mão de madeira, começando por moer o manjericão com sal grosso marinho e juntando depois os outros ingredientes; esta é a origem do nome do molho – moer, em língua italiana, diz-se “pestare”. 
No caso de se conseguirem apenas folhas grandes de manjericão, estas podem ser primeiro branqueadas para facilitar a mistura com os outros ingredientes.   O pesto pode ser servido apenas com “pasta” (os “trenette”, um tipo de fettucini), lasanha ou nhoqui, ou ainda com batata cozida ou feijão-verde (vagem), acompanhando outra preparação. 